# 棚橋志乃
棚橋 志乃（たなはし しの、1974年10月5日 - ）は、フリーアナウンサー。埼玉県出身。
玉川大学文学部教育学科卒業。NHK日本語センター修了後、全日空に客室乗務員として入社。全日空退社後はフリーアナウンサーに転向し、これまでにTBS報道部CSニュース部キャスター、NHK横浜放送局キャスターなどを務めた。2006年春から4年間にわたり主にTOKYO MXの番組に出演していた。

## 出演歴（担当番組）
- JNNニュースバード（現在のTBSニュースバード）キャスター
- 朝日ニュースターニュースキャスター
- NHK横浜放送局契約アナウンサー
  - こんにちはいっと6けん
  - 首都圏ネットワーク（いずれも、神奈川のキャスター）
- 世界は今～JETRO Global Eye～（TOKYO MX・BS11デジタル）キャスター
- TOKYO MX NEWSキャスター
- 月刊エコ専（JCNグループ千葉県内各局）
- インストルメンタル・ジャーニー（NHK-FM）ナレーション
- 映画音楽パラダイス（NHKラジオ第1放送）パーソナリティー